# Малюсов, Владимир Александрович
Владимир Александрович Малюсов (21 июня [4 июля] 1913, Москва — 26 февраля 2003) — советский учёный в области разделения смесей, член-корреспондент АН СССР.

## Биография
Родился 21 июня (4 июля) 1913 года в Москве. Член КПСС с 1948 года.
Окончил Московский химико-технологический институт им. Д. И. Менделеева (1940). В 1940—1946 гг. в Советской Армии, участник Великой Отечественной войны.
В 1946—1963 гг. в Физико-химическом институте имени Л. Я. Карпова. С 1963 г. заведующий лабораторией института общей и неорганической химии имени Н. С. Курнакова АН СССР.
Участник советского атомного проекта. За разработку методов получения тяжелой воды, разработку проектов установок, а также промышленное освоение производства тяжелой воды был в составе коллектива удостоен Сталинской премии 3-й степени 1953 года.
Доктор технических наук. Член-корреспондент АН СССР (1968).
Умер 26.02.2003. Похоронен на Ясеневском кладбище.